# Pont celtique d'Étival-Clairefontaine
Le pont celtique d'Étival-Clairefontaine est un pont datant de la guerre des Gaules. Découverts en 1967, ses vestiges constituent l'une des trouvailles archéologiques majeures dans le département des Vosges depuis la moitié du XXe siècle.

## Découverte
En 1967, dans les Vosges, sur la commune d'Étival-Clairefontaine au lieu-dit « Le Grand Breuil », de nombreux fragments en bois appartenant à un pont antique ont été découverts, à plusieurs mètres de profondeur, lors de l’ouverture d’une ballastière dans un ancien lit de la Meurthe. La découverte principale, une poutre faîtière d'une pile de ce pont, mesurant 8,20 mètres de long et de 40 cm de large, ainsi que trois pieux d’appui ou de pilotis, des chevilles et d’autres éléments de bastaings et de planchers ont été mis au jour.

## Interprétation
Des datations de ce bois, du chêne, ont été réalisées par le laboratoire de dendrochronologie du Musée rhénan de Trèves, ainsi que par le Centre de pédologie biologique de Vandœuvre-lès-Nancy attribuent la réalisation de ce pont à la seconde moitié du Ier siècle avant notre ère, soit à La Tène D2, et plus précisément de 56 à 6 avant notre ère pour ce qui est de la date d’abattage des arbres. Le tablier de ce pont devait mesurer 6,30 mètres de large environ et correspondrait à un point de passage sur la Meurthe, et très certainement à un nœud de circulation important dans le bassin de Saint-Dié-des-Vosges entre plusieurs voies antiques. La construction de ce pont est à fixer au cours de la guerre des Gaules et se situe au pied du site de hauteur fortifié de la Pierre d'Appel.

## Conservation
Les vestiges de ce pont sont aujourd'hui exposés au musée Pierre-Noël de Saint-Dié-des-Vosges.